# اتحادیه بی‌خدایان مبارز
اتحادیه بیخدایان مبارز (روسی: Сою́з Вои́нствующих Безбо́жников Sojúz Voínstvujuščih Bezbóžnikov ،تحت‌الفظی"لیگ مبارزان بی خدا") جامعه بی خدا (روسی: О́бщество безбо́жников) اتحادیه بی خدا (به روسی: Сою́з Безбо́жников سوجیز بزوبونیکف)، یک سازمان بیخدا و ضدمذهبی متشکل از کارگران و روشنفکران بود که تحت تأثیر دیدگاه‌ها و سیاست‌های ایدئولوژیک و فرهنگی حزب کمونیست اتحاد جماهیر شوروی از ۱۹۲۵ تا ۱۹۴۷ در روسیه شوروی توسعه یافت. اعضای این حزب، اعضای جنبش جوانان کومسومول، کسانی که وابستگی سیاسی خاصی ندارند، کارگران و کهنه سربازان نظامی تشکیل شده بودند.